# Gary Trowell
Gary Trowell (* 10. April 1959 in Melbourne) ist ein ehemaliger australischer Radrennfahrer und nationaler Meister im Radsport.

## Sportliche Laufbahn
Trowell war Teilnehmer der Olympischen Sommerspiele 1984 in Los Angeles. Im olympischen Straßenrennen schied er aus. Der australische Vierer mit Jeff Leslie, Michael Lynch, Gary Trowell und John Watters belegte im Mannschaftszeitfahren den 15. Rang.
Im Rennen der UCI-Straßen-Weltmeisterschaften 1987 schied er aus.